# Witbuikdrongo
De witbuikdrongo (Dicrurus caerulescens) is een zangvogelsoort uit de familie van de drongo's (Dicruridae). De wetenschappelijke naam van de soort werd als Lanius caerulescens in 1758 gepubliceerd door Carl Linnaeus.

## Kenmerken
Net als andere soorten drongo's is de witbuikdrongo voornamelijk blauwzwart, maar met een witte buik en anaalstreek. Jonge vogels zijn echter helemaal zwart en kunnen verward worden met de koningsdrongo. De witbuikdrongo is echter kleiner en meer gedrongen.
Het formaat van de vogels varieert, waarbij de witbuikdrongo's in het noorden groter zijn en naar het zuiden toe in het verspreidingsgebied geleidelijk kleiner worden. Ook de hoeveelheid wit op de buik neemt af naar het zuiden. Daarnaast zijn er andere plaatselijke verschillen.

## Verspreiding en leefgebied
De witbuikdrongo komt voor op het Indisch subcontinent in India, Nepal, Bangladesh en Sri Lanka. Het is een vogel van droge gebieden met een half open bos en struikgewas.
Er worden drie ondersoorten onderscheiden:
- D. c. caerulescens: van zuidelijk Nepal tot westelijk en zuidelijk India.
- D. c. leucopygialis Blyth, 1846: zuidelijk Sri Lanka.
- D. c. insularis (Sharpe, 1877): noordelijk Sri Lanka.

## Status
De witbuikdrongo heeft een groot verspreidingsgebied en is plaatselijk een algemeen voorkomende vogel. De grootte van de populatie is niet gekwantificeerd. Er is geen aanleiding te veronderstellen dat de soort in aantal achteruit gaat. Daarom staat deze drongo als niet bedreigd op de Rode Lijst van de IUCN.

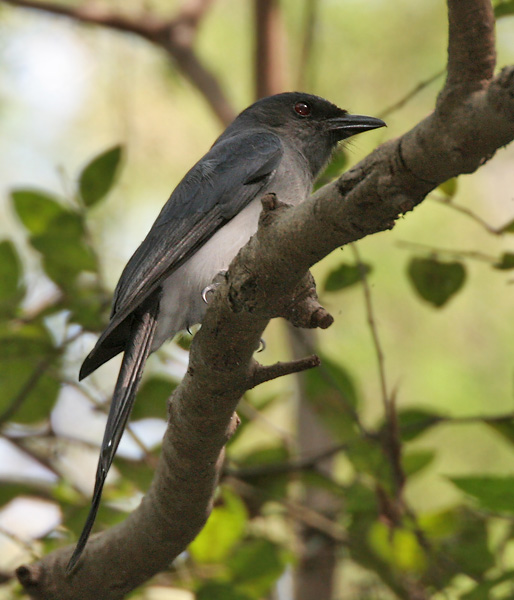
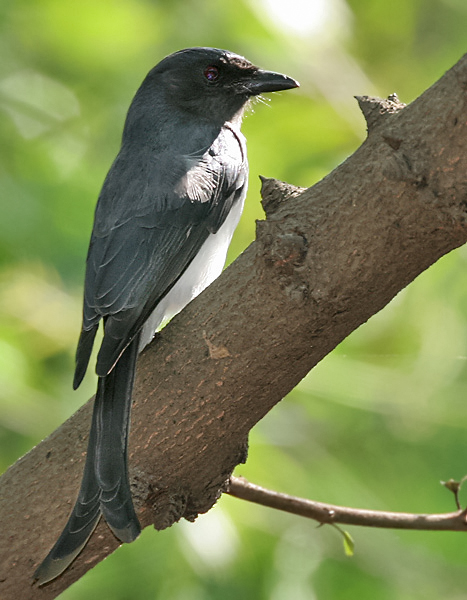
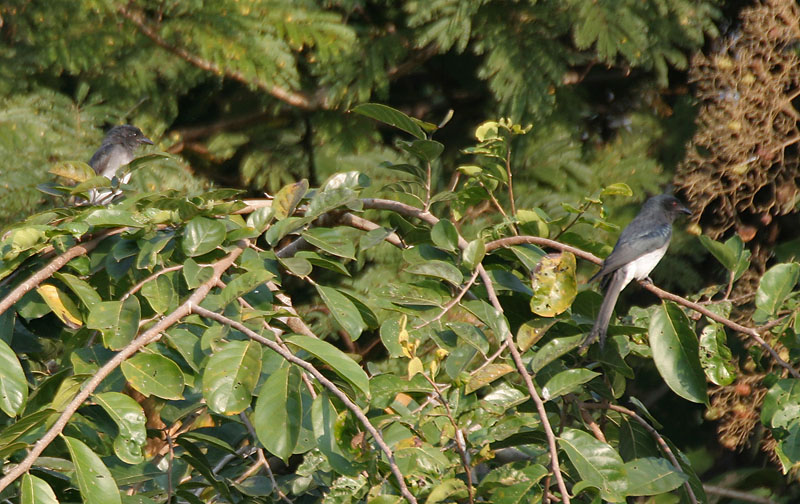
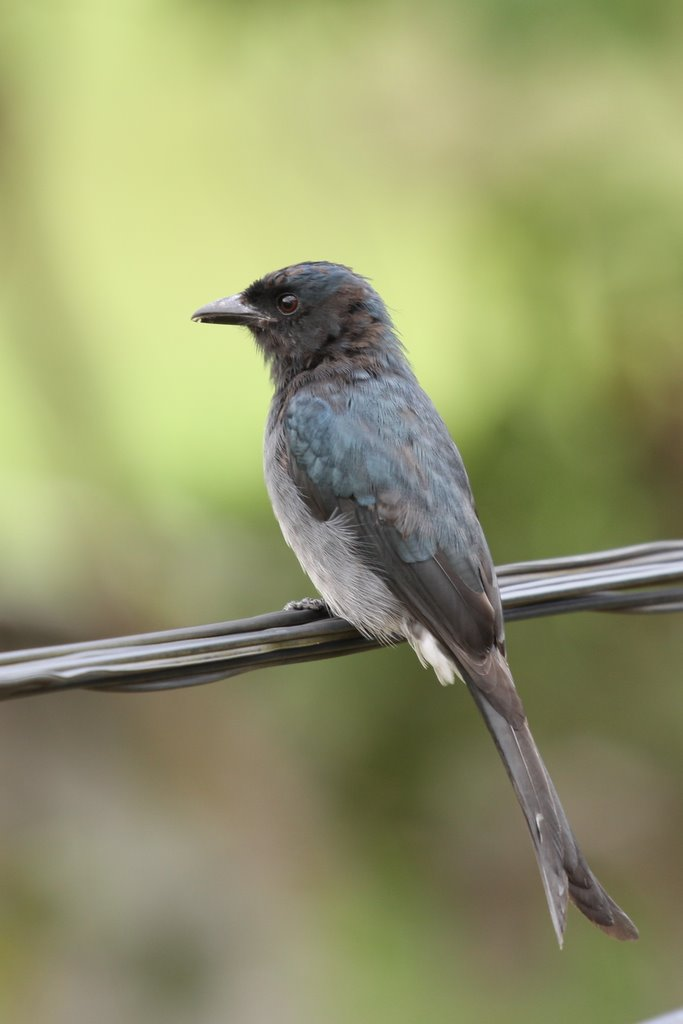
Sri Lanka